# Gisela Berndt
Gisela Berndt ist eine deutsche Sängerin, Songwriterin und Lyrikerin aus Köln. Ihre Musik verbindet deutschsprachige Texte mit Elementen aus Jazz, Pop und dem Singer-Songwriter-Genre. Seit 2014 veröffentlicht sie regelmäßig eigene Alben.

## Leben und Werk
Gisela Berndt begann ihre musikalische Laufbahn als Sängerin und Songwriterin mit einem Fokus auf poetische Texte und jazzinspirierte Klangbilder. Neben ihrer Tätigkeit als Musikerin ist sie auch als Lyrikerin aktiv und kombiniert ihre Texte gelegentlich mit Piano-Improvisationen.
Seit 2014 arbeitet Berndt mit verschiedenen Musikern zusammen, darunter der Pianist Gero Körner, mit dem sie die Alben Nach Norden und Bilder produzierte. Weitere regelmäßige Mitwirkende sind Jens Neufang (Saxophon), Werner Lauscher (Bass) und Benedikt Hesse (Schlagzeug).
Seit 2023 kooperiert sie zudem mit dem Musiker und Produzenten Sahand Aghdasi alias Djadoo bei Produktionen wie Lieber Bleiben und Unterwegs.

## Live-Auftritte
Berndt tritt regelmäßig in verschiedenen Besetzungen auf, darunter solo, im Duo mit Gero Körner sowie mit ihrer Band. Konzertorte sind unter anderem das LOFT. Ihre Konzerte zeichnen sich durch eine intime Atmosphäre und ein abwechslungsreiches Repertoire aus, das sowohl Eigenkompositionen als auch Interpretationen von Jazzstandards umfasst.

## Stil und Rezeption
Ihre Musik ist geprägt durch eine klare Gesangsstimme und eine reduzierte, atmosphärische Instrumentierung. 
Ihr Debütalbum Nach Norden (2018) enthält zehn Songs aus dem Bereich Vocal Jazz. Es wurde von Kritikern als atmosphärisch, kraftvoll und zugleich zart beschrieben. Die literarische Qualität der Texte wurde hervorgehoben, ebenso wie die subtile musikalische Umsetzung durch das Trio.
Das Nachfolgealbum Bilder (2021) zeigt eine stärkere Hinwendung zum Singer-Songwriter-Stil, bleibt jedoch jazznah. Es umfasst verschiedene Einflüsse wie Blues und enthält sowohl narrative Songs als auch lyrische Miniaturen.
Mit dem Album Lieber Bleiben (2023) erweitert Berndt ihr stilistisches Spektrum in Richtung Pop, Soul und softem Jazz. Die Texte bleiben lyrisch, der Gesang dezent und melodisch. Kritiker lobten den kontemplativen Charakter des Albums und die klare, ungekünstelte Stimme.
Das Album Unterwegs (2025) verwendet zusätzliche Klangfarben wie Chöre, Gegenrhythmen und Soundeffekte. Die Texte gelten als bildstark und innig. Die Stimme der Künstlerin variiert zwischen Gesang und sprechgesanglicher Darstellung.

## Diskografie
Alben und EPs
- 2016: Gorilla Blues (EP, Online-Veröffentlichung)
- 2018: Nach Norden (Mons Records[11]; seit 2023 Eigenvertrieb)
- 2021: Bilder (Eigenvertrieb)
- 2023: Lieber Bleiben (Eigenvertrieb)
- 2025: Unterwegs (Eigenvertrieb)

Singles
- 2016: SELA (Klaas Remix) – Alles was du sagst
- 2016: SELA (Klaas Remix) – Meine Träume sind weg
- 2020: Am Meer
- 2020: Auf’s Land (gentle version)
- 2024: Zugereist
- 2025: Ebbe und Flut